# ガザ・イスラーム大学

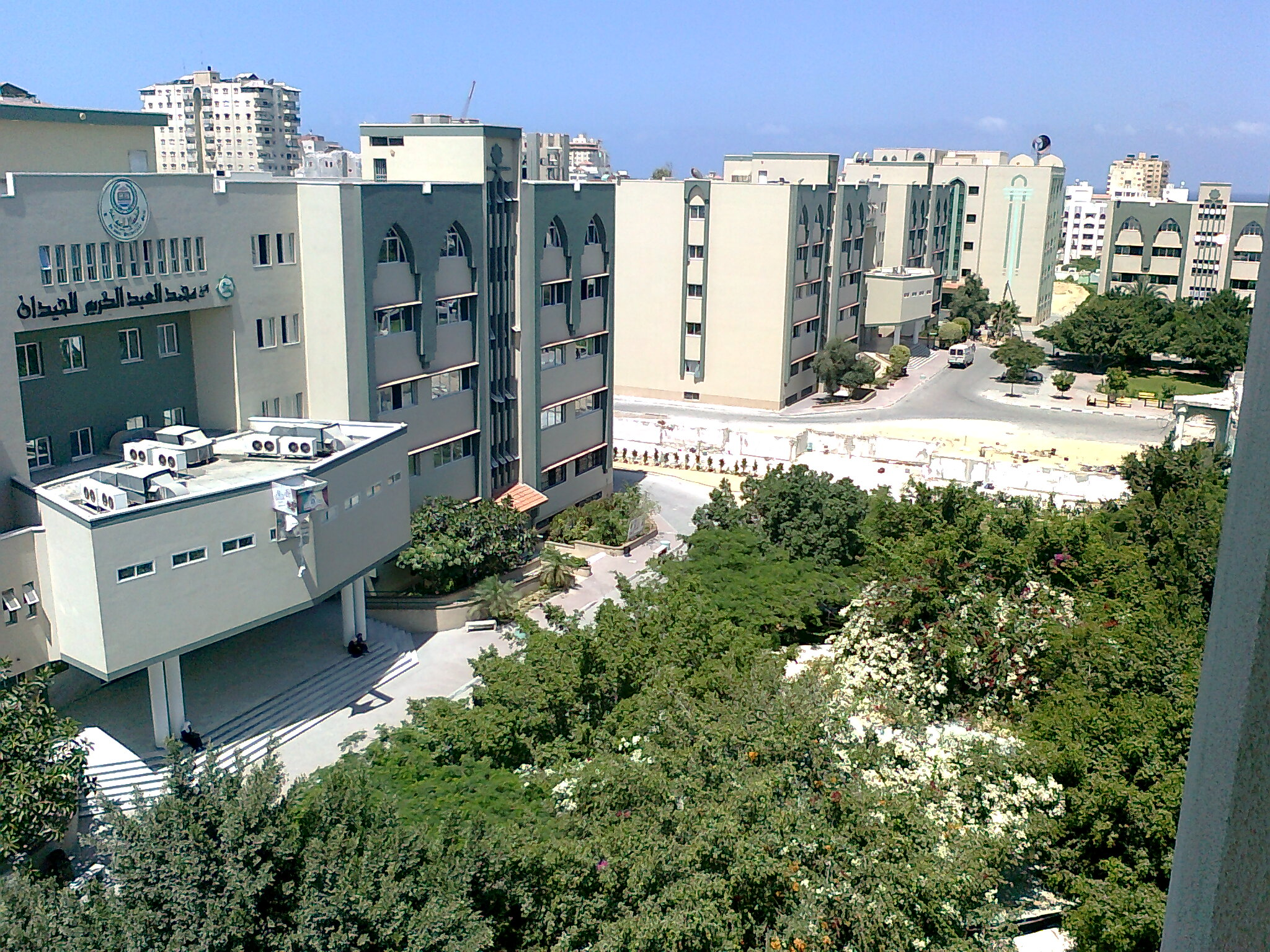
ガザ・イスラーム大学

ガザ・イスラーム大学（アラビア語: الجامعة الإسلامية بغزة、Islamic University of Gaza）は、パレスチナガザ市にある大学。1978年に設立された。
学長は、カマーリーン・シャアス。ハマース系との指摘もあり、ハマース党首でガザ政府元首相のイスマーイール・ハニーヤとヤヒヤ・シンワルの出身大学でもある。
2023年10月10日、イスラエル-ハマス戦争においてイスラエル軍によって破壊された。イスラエル軍は「兵器を製造していた」と主張しているが、証拠は存在していない。

## 学部
- 医学部
- 工学部
- 情報技術（IT）学部
- 看護学部
- 理学部
- 商学部
- 教育学部
- 人文学部
- シャリーア・法学部
- ウスールッディーン学部